# Pissy-Pôville
Pissy-Pôville település Franciaországban, Seine-Maritime megyében. Lakosainak száma 1279 fő (2022. január 1.). Pissy-Pôville Barentin, Eslettes, Fresquiennes, Malaunay, Roumare és Saint-Jean-du-Cardonnay községekkel határos.

## Népesség
A település népességének változása:
| Lakosok száma | 1234 | 1243 | 1273 | 1264 | 1275 | 1276 | 1275 | 1281 | 1279 |
|               | 2013 | 2015 | 2016 | 2017 | 2018 | 2019 | 2020 | 2021 | 2022 |